# Gustav Sjöberg
Ivar Gustav Albert Sjöberg (ur. 23 marca 1913 w Sztokholmie, zm. 3 października 2003 w Lidingö) – szwedzki piłkarz, grający na pozycji bramkarza.

## Kariera klubowa
Całą karierę piłkarską Gustav Sjöberg występował w AIK Fotboll. Z AIK dwukrotnie zdobył mistrzostwo Szwecji w 1932 i 1937 oraz Puchar Szwecji w 1949 i 1950. Ogółem w latach 1932-1950 rozegrał w lidze szwedzkiej 329 spotkań.
| Sezon   | Klub        | Kraj    | Rozgrywki   | Mecze | Bramki |
| ------- | ----------- | ------- | ----------- | ----- | ------ |
| 1932/33 | AIK Fotboll | Szwecja | Allsvenskan | 5     | 0      |
| 1933/34 | AIK Fotboll | Szwecja | Allsvenskan | 7     | 0      |
| 1934/35 | AIK Fotboll | Szwecja | Allsvenskan | 0     | 0      |
| 1935/36 | AIK Fotboll | Szwecja | Allsvenskan | 14    | 0      |
| 1936/37 | AIK Fotboll | Szwecja | Allsvenskan | 22    | 0      |
| 1937/38 | AIK Fotboll | Szwecja | Allsvenskan | 22    | 0      |
| 1938/39 | AIK Fotboll | Szwecja | Allsvenskan | 22    | 0      |
| 1939/40 | AIK Fotboll | Szwecja | Allsvenskan | 22    | 0      |
| 1940/41 | AIK Fotboll | Szwecja | Allsvenskan | 22    | 0      |
| 1941/42 | AIK Fotboll | Szwecja | Allsvenskan | 22    | 0      |
| 1942/43 | AIK Fotboll | Szwecja | Allsvenskan | 22    | 0      |
| 1943/44 | AIK Fotboll | Szwecja | Allsvenskan | 21    | 0      |
| 1944/45 | AIK Fotboll | Szwecja | Allsvenskan | 22    | 0      |
| 1945/46 | AIK Fotboll | Szwecja | Allsvenskan | 20    | 0      |
| 1946/47 | AIK Fotboll | Szwecja | Allsvenskan | 22    | 0      |
| 1947/48 | AIK Fotboll | Szwecja | Allsvenskan | 22    | 0      |
| 1948/49 | AIK Fotboll | Szwecja | Allsvenskan | 19    | 0      |
| 1949/50 | AIK Fotboll | Szwecja | Allsvenskan | 15    | 0      |

## Kariera reprezentacyjna
W 1936 Sjöberg był w kadrze Szwecji na igrzyska olimpijskie w Berlinie. W reprezentacji Szwecji Sjöberg zadebiutował 17 maja 1937 w przegranym 0-4 towarzyskim meczu z  Anglią.
W 1938 József Nagy, ówczesny selekcjoner reprezentacji Szwecji powołał Sjöberga na mistrzostwa świata. Na mundialu we Włoszech był rezerwowym i nie wystąpił w żadnym meczu. 
Ostatni raz w reprezentacji zagrał 6 października 1946 w zremisowanym 3-3 towarzyskim meczu z Danią. W latach 1937–1946 wystąpił w reprezentacji w 21 meczach.
| Mecze i gole w reprezentacji | Mecze i gole w reprezentacji | Mecze i gole w reprezentacji | Mecze i gole w reprezentacji | Mecze i gole w reprezentacji | Mecze i gole w reprezentacji | Mecze i gole w reprezentacji |
| #                            | Data                         | Miasto                       | Przeciwnik                   | Gol                          | Wynik                        |                              |
| ---------------------------- | ---------------------------- | ---------------------------- | ---------------------------- | ---------------------------- | ---------------------------- | ---------------------------- |
| 1.                           | 17.05.1937                   | Solna                        | Anglia                       |                              | 0:4                          | towarzyski                   |
| 2.                           | 16.06.1937                   | Solna                        | Finlandia                    |                              | 4:0                          | Puchar Nordycki, el. MŚ 1938 |
| 3.                           | 20.06.1937                   | Solna                        | Estonia                      |                              | 7:2                          | el. MŚ 1938                  |
| 4.                           | 23.06.1937                   | Warszawa                     | Polska                       |                              | 1:3                          | towarzyski                   |
| 5.                           | 27.06.1937                   | Bukareszt                    | Rumunia                      |                              | 2:2                          | towarzyski                   |
| 6.                           | 19.09.1937                   | Oslo                         | Norwegia                     |                              | 2:3                          | Puchar Nordycki              |
| 7.                           | 03.10.1937                   | Solna                        | Dania                        |                              | 1:2                          | Puchar Nordycki              |
| 8.                           | 04.09.1938                   | Oslo                         | Norwegia                     |                              | 1:2                          | towarzyski                   |
| 9.                           | 02.10.1939                   | Solna                        | Norwegia                     |                              | 2:3                          | Puchar Nordycki              |
| 10.                          | 29.08.1940                   | Helsinki                     | Finlandia                    |                              | 3:2                          | towarzyski                   |
| 11.                          | 07.11.1943                   | Budapeszt                    | Węgry                        |                              | 7:2                          | towarzyski                   |
| 12.                          | 24.06.1945                   | Solna                        | Dania                        |                              | 2:1                          | towarzyski                   |
| 13.                          | 01.07.1945                   | Kopenhaga                    | Dania                        |                              | 4:3                          | towarzyski                   |
| 14.                          | 26.08.1945                   | Göteborg                     | Finlandia                    |                              | 7:2                          | towarzyski                   |
| 15.                          | 30.09.1945                   | Solna                        | Dania                        |                              | 4:1                          | towarzyski                   |
| 16.                          | 21.10.1945                   | Solna                        | Norwegia                     |                              | 10:0                         | towarzyski                   |
| 17.                          | 25.11.1945                   | Genewa                       | Szwajcaria                   |                              | 0:3                          | towarzyski                   |
| 18.                          | 23.06.1946                   | Kopenhaga                    | Dania                        |                              | 1:3                          | towarzyski                   |
| 19.                          | 07.07.1946                   | Solna                        | Szwajcaria                   |                              | 7:2                          | towarzyski                   |
| 20.                          | 15.09.1946                   | Oslo                         | Norwegia                     |                              | 3:0                          | towarzyski                   |
| 21.                          | 06.10.1946                   | Göteborg                     | Dania                        |                              | 3:3                          | towarzyski                   |